# تعذر الارتخاء المريئي
تعذر الارتخاء المريئي أو اللا ارتخائية أو الأكالازيا أو تشنج الفؤاد (بالإنجليزية: Achalasia)‏ هو أحد أمراض خلل حركية المريء يفقد فيه المريء قدرته الطبيعية على القيام بحركات التمعج وتفشل المصرة المريئية السفلية في الارتخاء استجابة لعملية البلع.

## الأعراض والعلامات
يعتبر عسر البلع العرض الأكثر شيوعا لدي مرضى تعذر الارتخاء المريئي، ويكون عسر البلع للمواد الصلبة والسوائل معا وعادة ما يكون موجودا لفترة طويلة وثابتا بعد كل وجبة طعام. من الأعراض الشائعة أيضا والتي من النادر أن يذكرها المريض صعوبة التجشؤ ويعزى ذلك إلى خلل في ارتخاء المصرة المريئية العلوية.
ومن الأعراض الأخرى ارتداد الطعام غير المهضوم الذي لم يدخل للمعدة ونقص الوزن وحرقة الفؤاد والألم الصدري. قد يؤدي قلس المواد الطعامية إلى السبيل التنفسي أثناء الاستلقاء ليلا إلى حدوث الاختناق أو ذات الرئة الشفطية (ذات الرئة بالارتشاف). غالبا ما يكون نقص الوزن خفيفا ما بين 5 إلى 10 كغ. يمكن أن يكون سبب حس حرقة الفؤاد لدى بعض المرضى هو وجود داء الجزر المعدي المريئي مستبطنا لديهم، وقد يكون بسبب التخريش المباشر للمواد الطعامية ومستقلباتها المحصورة في المريء. قد يكون الألم الصدري هو العرض الذي يراجع به بعض المرضى بشكل مشابه للألم القلبي. يذكر أيضا أن بعض المرضى الذين يراجعون الطبيب بما يعرف باللقمة الهستيرية يعانون من من تعذر الارتخاء المريئي.

## التشخيص
يشخص المريض بعد ظهور الأعراض المذكورة باستخدام التقنيات الإشاعة الحديثة مثل الأشعة السينية التي قد تظهر فقاعات هوائية داخل المريء
وأيضا يمكن أستخدام تقنية الحقن لمادة الباريوم لتظهر لنا التضيق في الصمام السفلي للمري الناتج عن تشنج هذا الصمام، فيظهر توسع في المريء الصدري الناتج من ارتجاع السوائل والمواد الصلبة للمريء ويظهر أيضا علامة منقار الطائر، نظرا لتضيق الصمام من الأسفل
يستخدم أيضا المنظار المريئي العلوي كإجراء تشخيصي لجميع المرضى اللذين لديهم صعوبة في البلع أو عدم القدرة على التجشوء لتشخيص الحالات بشكل أدق يشاهد بالتنظير توسع شديد في جسم المريء وتضيق الوصل المريئي المعدي وامتلاء المريء بالمواد الطعامية.
أفضل وسيلة لاستقصاء المرض هي قياس ضغوط المريء، تعطي معلومات عن زوال الحركات الحوية للمريء وارتفاع الضغط بالمصرة المريئية السفلية.

## المضاعفات
- اختلاطات قصبية رئوية بسبب استنشاق المواد الطعامية
- التهاب مريء بسبب الركودة التي يمكن ان تسبب تقرحات ونزوف
- حدوث سرطان مريء شائك الخلايا عند 3% من المصابين بعد 15 سنة من التشخيص، لذلك يجب المراقبة بصورة دورية بعد المعالجة

## المعالجة

### المعالجة الدوائية
- حاصرات الكالسيوم ومنها nifedipine
- نتروغليسيرين
- مركبات النترات

### العالجة التنظيرية
- التوسيع التنظيري بالبالون: يمرر البالون من خلال المنظار وينفخ عند المصرة المريئية السفلية حتى تتوسع، وهي معالجة مؤقتة حيث تنكس الأعراض بعد عدة أشهر أو سنة.
- حقن ذيفان المطثيات الوشيقية بالمصرة السفلية من خلال التنظير مما يؤدي لارتخاء المصرة كيماوياً، ولكن مفعول هذه الطريقة مؤقت حيث يستمر لمدة 8 أشهر أو أقل.

### المعالجة الجراحية
بإجراء عملية هيلر مع نيسن جزئية، يتم فيها قطع عضلية الفؤاد من خارج المخاطية فتنفتح المصرة السفلية، ولمنع حدوث القلس مستقبلاً يجب إجراء ثني قاع المعدة حول المريء بشكل جزئي وليس بشكل كامل.